# Johann Wilhelm Ludwig Gleim
Johann Wilhelm Ludwig Gleim (2. april 1719 i Ermsleben ved Halberstadt - 18. februar 1803 i Halberstadt) var en tysk digter.
Gleim studerede jura i Halle, hvor han i omgang med Götz og Uz også dyrkede poesi og særlig den såkaldte anakreontik, en art rimløse digte i Hagedorns smag. Han samlede sine poesier i Versuch in scherzhaften Liedern (I—II 1744—45, III 1753), der vandt anerkendelse og gav Gleim og hans fæller fællesbetegnelsen "anakreontikere". Da hans universitetsstudier var endt, blev han først huslærer i Potsdam og derpå sekretær hos prinsen af Brandenburg-Schwedt, hvem han 1744 ledsagede i den anden schlesiske krig. Da hans beskytter faldt ved belejringen af Prag, blev han kort efter privatsekretær hos den "gamle Dessauer", hertug Leopold af Dessau, men han kunde ikke længe udholde tjenesten hos den tyranniske fyrste. Han tog nu ophold i Berlin, indtil han 1747 fik embedet som sekretær ved domkapitlet i Halberstadt. Senere blev han desuden kanonikus ved stiftet Waldeck og kunde nu leve et sorgløst liv, idet han dyrkede sine poetiske interesser og viste sig som en velgører mod mange unge digtere, der senere nævnte ham med varme og anerkendelse som "Vater Gleim" (for eksempel Heinrich von Kleist i sine breve). Han knyttede fra sin stille digterbolig i Halberstadt forbindelse med alle Tysklands litterære storheder, førte en udstrakt brevveksling og knyttede unge og gamle i venskab til sig. Hans ærgerrighed var at gøre Halberstadt til et tysk Athen. Men han var en veg og ømfindtlig personlighed, der lige så lidt i sin ungdom forstod Lessing, som i sin alderdom Goethe og Schiller. Hans produktion har ikke modstået tidens tand — den virker i vore dage tør og stiv, men hans beundring for Frederik II skænker dog endnu hans Lieder eines preussischen Grenadiers (1758) poetisk varme. Blandt hans øvrige værker må nævnes Fabeln (1756—57), Romanzen (1756), Lieder für das Volk (1772) osv. Körte udgav 1811—13 Gleims samtlige værker; senere er af Schüddekopf hans brevveksling med Heinse og flere udgivet.